# Поуп, Рональд

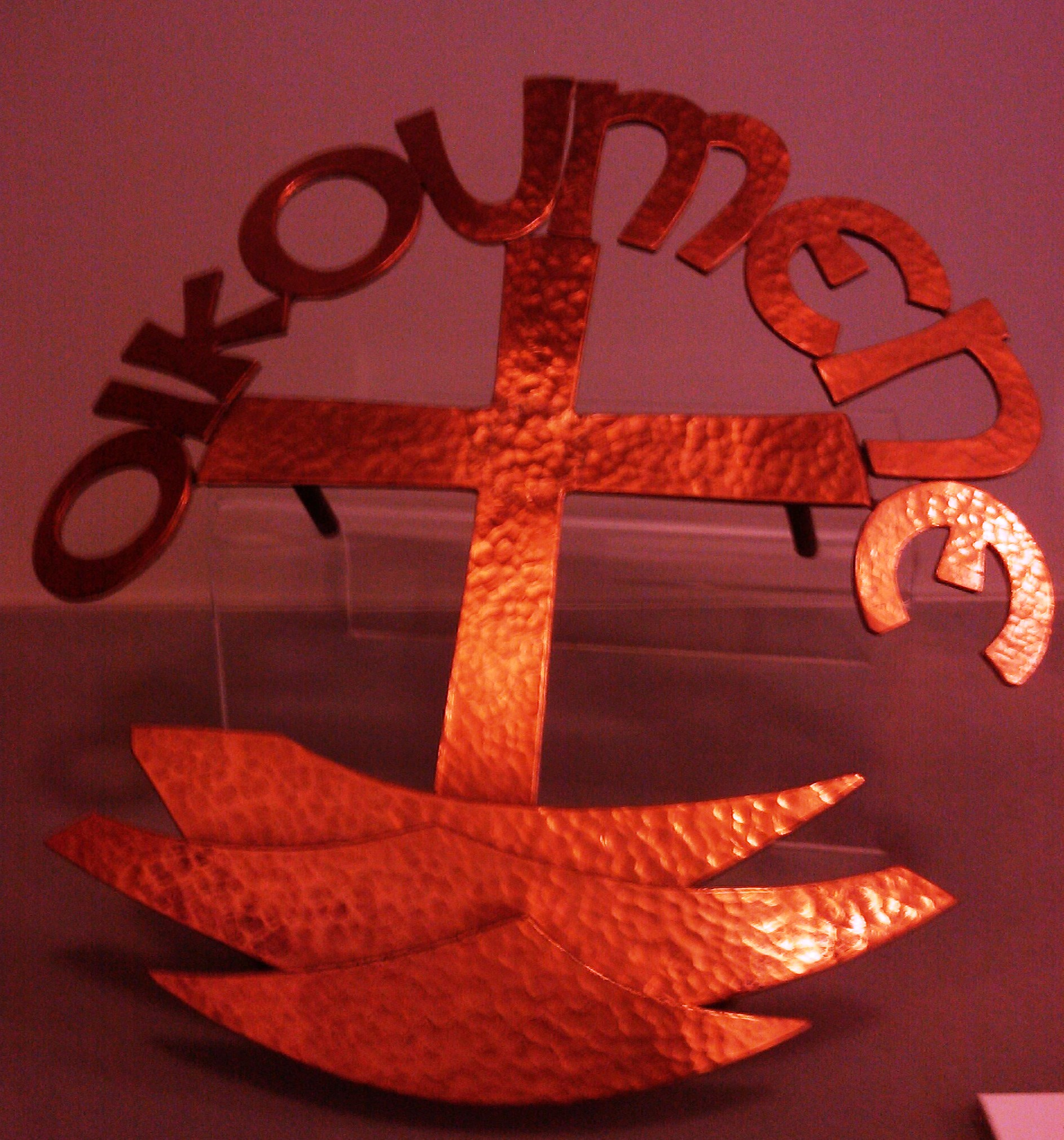
Скульптура из коллекции Музея и художественной галереи Дерби

Рональд Поуп (англ. Ronald Pope, 1920—1997) — британский художник и скульптор.
После обучения Поуп приехал в Дербишир работать инженером. Он начал работать в Rolls-Royce Limited в Дерби. В течение всей войны он создавал инструменты на заводе, где разрабатывались двигатели для самолётов. В процессе он получил навыки сварки и пайки, позже использованные в художественной деятельности.
После войны он уехал в Лондон изучать скульптуру в школе изящных искусств Слейд, а затем изучал керамику в Вулвиче.
Поуп жил и работал художником в Мельбурне в Дербишире. В своей работе он использовал дерево, камень и металл. Некоторые из его работ выглядят просто, что связано с их абстрактностью. Кроме скульптур Поуп создавал картины и зарисовки. Как художник Поуп получил комиссию от церкви и местных властей, так как создал скульптуру «Пять епископов».
В 2008 году в Музее и художественной галерее Дерби проходила персональная выставка Рональда Поупа под названием «Ronald Pope — Sculpture from the Museums' Collection».